# Cissus gongylodes
Cissus gongylodes är en vinväxtart som först beskrevs av Bak., och fick sitt nu gällande namn av William John Burchell och John Gilbert Baker. Cissus gongylodes ingår i släktet Cissus och familjen vinväxter. Inga underarter finns listade i Catalogue of Life.